# Riki Kalbe
Riki Kalbe, eigentlich Ulrike Kalbe (* 20. September 1941 in Wuppertal; † 2. Januar 2002 in Berlin), war eine deutsche Fotografin und Dokumentarfilmerin sowie Feministin. Deutscher Filmpreis 1991 für Zwei zu Eins, einer Kommentierung der Deutschen Einheit.

## Leben und Wirken
Die gebürtige Wuppertalerin absolvierte von 1958 bis 1960 eine Lehre als Fotolaborantin. Von 1960 bis 1962 erfolgte eine Ausbildung zur Fotografin an der Bayerischen Staatslehranstalt für Lichtbildwesen in München. Nach einer kurzen Zeit als freie Fotografin war sie von 1963 bis 1965 bei der Ufa-Werbefilm in Düsseldorf fest angestellt. Anschließend war sie wieder als freie Fotografin tätig. Beauftragt wurde sie zum Beispiel vom linken Kabarett „Reichskabarett“, dem Vorläufer des „Grips-Theaters“ und den „Berliner Jazztagen“. Ihr Tagesgeschäft bestand ferner aus der Erstellung von Plakaten, Katalogfotos, Standfotos, Trickfilm-Hintergründen und Ähnlichem. 1970 erschien ihr erstes Buch, in dem sie Berliner Maler und Bildhauer im Porträtbild vorstellte. Danach veröffentlichte sie zwei Fotobücher für Kinder.
Von 1974 bis 1978 belegte sie ein Studium an der Deutschen Film- und Fernsehakademie in Berlin. Ihr erster Film an der DFFB war 1976 Im Prinzip haben wir nichts gegen Mädchen. Seitdem lag ihr Schwerpunkt auf Dokumentar- und Kurzfilmen. Außer für eigene Produktionen arbeitete sie als Kamerafrau für fremde Projekte und wirkte an der Herstellung von deutschen Synchronfassungen von Dokumentar- und Kinderfilmen aus Skandinavien, Frankreich und Australien mit. Auch war sie Autorin von journalistischen Beiträgen für den Hörfunk. Ab den 1990er-Jahren verstärkte sie wieder ihr fotografisches Engagement.
Sie hatte ein Auge für Spuren des Vergangenen im Alltäglichen. So dokumentierte sie zum Beispiel verfallende Gebäude, bevor deren Wesen und deren Bestimmung zur Unkenntlichkeit umgestaltet und umgewidmet wurden oder sie für immer verschwanden. Manche Orte besuchte sie in unregelmäßigen Abständen mit ihrer Kleinbildkamera immer wieder, um Veränderungen festzuhalten.
Ihren knapp vierminütigen Film Ein Gleiches, der 1998 als deutscher Wettbewerbsbeitrag bei den Oberhausener Kurzfilmtagen uraufgeführt wurde, bezeichnet das Filmportal als Kurz-Experimentalfilm, die Filmbewertungsstelle dagegen als Essayfilm. Es handelt sich dabei um eine Adaption von Goethes Über allen Wipfeln ist Ruh. Die Musik dazu lieferte Blixa Bargeld. Das „Prädikat wertvoll“ wurde damit begründet, dass die „gelungene Kombination von Musik, Text und Bildern“ einen „eindrucksvoll verflochtenen und informativen“ Filmbeitrag ergeben habe, „der mit seiner ruhigen und selbstironischen Führung Raum für weitergehende Assoziationen“ schaffe.
Die meisten ihrer 15 Filme ordnete das Frauenmuseum Berlin als feministisch-humoristische Fußnoten zu drei Jahrzehnten deutscher, beziehungsweise der Berliner Geschichte ein. Kalbe habe das „Konkrete“ geliebt, sei es die „subversive Macht von Störsendern und Hackerei“, eine Mao-Tse-Tung-Büste oder bloß ein Autobahnkreuz bei Kamen.
Ihr gesamtes filmisches Werk zwischen 1976 und 1998 hinterließ Riki Kalbe dem Kino „Arsenal“. Ihr fotografischer Nachlass befindet sich in der Akademie der Künste in Berlin.
Aus ihrer 1975 geschiedenen Ehe mit dem Karikaturisten Rainer Hachfeld entstammte ein Sohn, nach dessen Tod im Sommer 2000 Kalbe ein Erinnerungsbuch mit Fotos aus all seinen Lebensphasen konzipierte; es sollte neben den Fotografien ausschließlich Notizen, Briefe, Zeichnungen und andere Dokumente aus der Hand des Sohnes enthalten. Da sie selbst noch vor der Vollendung 2002 starb, wurde das Buch als unvollständiger „Materialband“ von Hinterbliebenen und Freunden herausgegeben. Riki Kalbe wurde auf dem Friedhof Grunewald in Berlin-Halensee nahe dem Sohn beigesetzt.

## Auszeichnungen
- 1979: „Prädikat: wertvoll“ der Deutschen Film- und Medienbewertung (FBW) und Preis der AG der Filmjournalisten für Hexenschuss
- 1987: Deutscher Jugendfilmpreis für Bodenproben
- 1989: „Prädikat: besonders wertvoll“ der Deutschen Film- und Medienbewertung (FBW) für Kamen-Süd
- 1990: Deutscher Filmpreis für Kamen-Süd
- 1991: „Prädikat: wertvoll“ der Deutschen Film- und Medienbewertung (FBW) und Deutscher Filmpreis für Zwei zu Eins
- 1992: Prix du Conseil Bordeaux für Kamen-Süd
- 1992: „Prädikat: wertvoll“ der Deutschen Film- und Medienbewertung (FBW) für Von der Reichskanzlei bis Paraguay
- 1993: „Prädikat: wertvoll“ der Deutschen Film- und Medienbewertung (FBW) für Denkmalpflege
- 1997: „Prädikat: wertvoll“ der Deutschen Film- und Medienbewertung (FBW) für Ein Gleiches

## Buchveröffentlichungen
- Einblicke. Zweiundvierzig Photographien [von 18 Künstlern, aufgenommen 1968 in Berlin]. Textredaktion: Hannes Schwenger. Rainer Verlag, Berlin 1970.
- als Riki Hachfeld, mit Yaak Karsunke: Die Apotse kommen. Fotobuch für Kinder. Parabel-Verlag, München 1972, ISBN 3-7898-0951-9.
- mit Christel Sudau: Mann, Otto! (= Kiebitz; 1). Basis Verlag, Berlin 1977, ISBN 3-88025-007-3.
- Ein Grundstück in Mitte. Das Gelände des künftigen Holocaust-Mahnmals in Wort und Bild. Herausgegeben von Riki Kalbe und Moshe Zuckermann. Wallstein Verlag, Göttingen 2000, ISBN 3-89244-400-5. (Darin Beiträge von Kalbe: Von der Öffnung bis zur Sammlung, S. 7–17; Fotos, S. 41–63.)
- Emil. Materialien zu einem nicht ausgeführten Projekt. Udo Kalbe, Walluf / Düsseldorf 2003.
- Ines Schaber (Hrsg.): Gelände. Terrain. Riki Kalbe (Fotografien), Wolfgang Kil (Text). Arsenal – Institut für Film und Videokunst e. V., Berlin 2013, ISBN 978-3-944692-05-0.

## Filmografie
- 1975/76: Im Prinzip haben wir nichts gegen Mädchen (Dokumentarfilm, Regie)
- 1977: Der letzte Kuss (Dokumentarfilm, Regie)
- 1978/79: Hexenschuss (Dokumentarspielfilm, Regie/Drehbuch/Schnitt (zusammen mit Jean-Pierre Cazenave-Laroche), Kamera)[11]
- 1981/82: Im Jahr der Schlange (Dokumentarfilm/Montagefilm, Kamera)
- 1983: Die optische Industriegesellschaft oder darf's ein Viertel Pfund mehr sein? (Dokumentarspielfilm, Regie/Drehbuch/Kamera)
- 1987: Ohne Nachtigallen – ein Film über und mit Bettina von Arnim (Malerin) (Dokumentarfilm, Regie/Kamera/Schnitt)
- 1987: Bodenproben (Dokumentarfilm, Regie/Drehbuch/Kamera/Schnitt)
- 1988: Knoten Sonnborn (Dokumentarfilm, zusammen mit Barbara Kasper)[12]
- 1989: Kamen-Süd (Kurzfilm, Regie/Drehbuch/Schnitt (zusammen mit Barbara Kasper), Kamera)[13]
- 1991: Zwei zu Eins (Kurzfilm, Regie/Produktion)
- 1992: Von der Reichskanzlei bis Paraguay (Kurzfilm, zusammen mit Barbara Kasper)[14]
- 1993: Denkmalpflege (Kurzfilm, Regie/Drehbuch/Kamera/Schnitt/Produktion)
- 1994: Fußvolk (Kurzfilm, Regie)
- 1996: Der Horizont (Kurz-Dokumentarfilm, Regie/Drehbuch/Kamera)
- 1996: Berliner Luft (Kurzfilm, Regie/Drehbuch/Schnitt (zusammen mit Barbara Kasper), Kamera)[15]
- 1997/98: Ein Gleiches (Kurzfilm, Idee/Regie (zusammen mit Barbara Kasper), Kamera)[16]

## Ausstellungen
- 1962: Kabinett am Gaskessel, Wuppertal
- 1990: Orte in Berlin, Nadar – La Cultura del Bianco/Nero, Rom
- 1995: 1945 – Krieg – Zerstörung – Aufbau, Akademie der Künste, Berlin (Beteiligung)
- 2000: Ein Grundstück in der Mitte, Galerie Poll, Berlin
- 2000: Die Ministergärten – ein Gelände zwischen Brandenburger Tor und Potsdamer Platz, Neue Gesellschaft für Bildende Kunst, Berlin